# Bathyspinula calcar
Bathyspinula calcar – gatunek małża morskiego należącego do podgromady pierwoskrzelnych.
Występuje na głębokości do 4330 metrów.
Są rozdzielnopłciowe, bez zaznaczonych różnic płciowych w budowie muszli. Odżywiają się planktonem oraz detrytusem.
Występuje w północnym Pacyfiku aż po Peru.